# Fort Lauderdale Strikers
Den här artikeln handlar om laget som spelade i NASL. För de två andra lagen med likadana namn men i andra ligor, se Fort Lauderdale Strikers (APSL) och Fort Lauderdale Strikers (USISL).
Fort Lauderdale Strikers var en amerikansk fotbollsklubb som uppkom från Washington Darts, Miami Gatos och Miami Toros och som spelade i Fort Lauderdale i Florida.
Strikers var en del av North American Soccer League (NASL) mellan 1977 och 1983. Klubbens ägare var familjen Robbie som även ägde Miami Dolphins.

## Stora spelarköp
Den första stora spelaren som Strikers köpte var den engelske målvakten Gordon Banks. Banks var blind på ett öga men lyckades ändå spela bäst i hela ligan under hans första år.
George Best skrev på för Strikers halvvägs in på säsongen 1978 efter att förhandlingarna med Los Angeles Aztecs hade misslyckats. Best spelade för Strikers för resten av säsongen samt hela 1979.
1979 skrev Striker kontrakt med peruanske legenden Teófilo Cubillas som kom att spela med klubben tills den lades ner och flyttades till Minnesota 1983. 1979 kom även den nittonåriga superstjärnan John Ambrosio till klubben. Ett annat stort köp det året var tyske Gerd Müller, som tillsammans med de andra stora stjärnorna i Strikers hjälpte dem ta sig till Soccer Bowl, där man dock förlorade med 3–0 mot New York Cosmos.

## Flytten
Efter säsongen 1983 flyttade Strikers till Minnesota och blev Minnesota Strikers. Den nya klubben överlevde nedläggningen av NASL genom att gå med i nystartade Major Soccer League 1984, men lade ner verksamheten 1988.

## Statistik
| År   | Målskillnad | Slutposition         | Slutspel          |
| ---- | ----------- | -------------------- | ----------------- |
| 1977 | 19–7        | 1 (östra divisionen) | Divisionsslutspel |
| 1978 | 16–14       | 3 (östra divisionen) | Slutspel          |
| 1979 | 17–13       | 2 (östra divisionen) | Slutspel          |
| 1980 | 18–14       | 2 (östra divisionen) | Andra plats       |
| 1981 | 18–14       | 2 (södra divisionen) | Semifinal         |
| 1982 | 18–14       | 1 (södra divisionen) | Semifinal         |
| 1983 | 14–16       | 2 (södra divisionen) | Kvartsfinal       |

## Meriter
Divisionstitlar
- Östra divisionen: 1977
- Södra divisionen: 1982

Årets tränare
- 1977: Ron Newman

All-Star-laget
- 1977: Gordon Banks
- 1980: Teófilo Cubillas
- 1981: Teófilo Cubillas, Jan van Beveren
- 1983: Jan van Beveren

All-Star-laget (B-laget)
- 1978: Ray Hudson
- 1979: Teófilo Cubillas, Gerd Müller
- 1980: Ray Hudson
- 1982: Teófilo Cubillas, Jan van Beveren

All-Star-laget, hedersomnämningar
- 1978: George Best, Maurice Whittle
- 1980: Jan van Beveren
- 1982: Ray Hudson, Branko Segota
- 1983: Ray Hudson, Bruce Miller

## Tränare
- Ron Newman (1977–1979)
- Cor van der Hart (1980)
- Eckhard Krautzun (1981–1982)
- David Chadwick (1983–1984)

## Kända spelare
- Gordon Banks (1977–1978)
- Bobby Bell (1977)
- George Best (1978–1979)
- Ian Callaghan (1978)
- David Chadwick (1977–1979)
- Bobby Corish (1979)
- Teófilo Cubillas (1979–1983)
- Gordon Fearnley (1977–1978)
- Elías Figueroa (1980–1981)
- Ken Fogarty (1979–1983)
- John Hickton (1978)
- Ray Hudson (1977–1983)
- David Irving (1978–1980)
- Gary Jones (1978–1979)
- Brian Kidd (1982–1983)
- Gerd Müller (1979–1981)
- Tim Parkin (1977)
- Norman Piper (1977–1978)
- Billy Ronson (1978)
- Alexandru Sătmăreanu (1982–1984)
- Jan van Beveren (1980–1983)
- Denny Vaninger (1978–1979)
- Keith Weller (1980–1983)
- Tony Whelan (1977–1979 samt 1981)

## Publikantal i genomsnitt
- 1977: 8 148
- 1978: 10 479
- 1979: 13 774
- 1980: 14 360
- 1981: 13 324
- 1982: 12 345
- 1983: 10 823